# Karl Hengst
Karl Hengst (* 5. Januar 1939 in Bühne, Kreis Warburg; † 30. August 2021 in Paderborn) war ein deutscher römisch-katholischer Theologe und Professor für Kirchen- und Bistumsgeschichte an der Theologischen Fakultät Paderborn.

## Leben
Karl Hengst, sechstes von acht Kindern, besuchte mit 12 Jahren das Humanistische Gymnasium Theodorianum in Paderborn und anschließend das Knabenseminar im Erzbischöflichen Collegium Liborianum. Von 1959 bis 1963 studierte er Theologie und Philosophie an der Philosophisch-Theologischen Akademie in Paderborn. 1964 empfing er durch den Paderborner Erzbischof Lorenz Kardinal Jäger das Sakrament der Priesterweihe. Anschließend wirkte er neun Jahre lang als Vikar, Jugendseelsorger, Religionslehrer und Kolpingpräses in Dortmund und Pfarrer von St. Peter und Paul in Bad Driburg.
Er wurde 1973 an der Theologischen Fakultät Paderborn mit der Dissertation „Kirchliche Reformen im Fürstbistum Paderborn unter Dietrich von Fürstenberg 1585-1618“ zum Dr. theol. promoviert; er war der erste promovierte Theologe im Fach Kirchengeschichte seit 150 Jahren an der Theologischen Fakultät. Anschließend war er sechs Jahre lang Wissenschaftlicher Assistent am Lehrstuhl für Kirchengeschichte des Mittelalters und der Neuzeit an der Ruhr-Universität Bochum. 1979 habilitierte er sich und die Abteilung für Katholische Theologie der Ruhr-Universität Bochum, die ihm die Lehrbefugnis für das Fach Kirchengeschichte des Mittelalters und der Neuzeit erteilte. Er engagierte sich an der römischen Anima und war Priester am Campo Santo Teutonico während seiner Forschungsaufenthalte an den Vatikanischen Archiven in Rom.
1980 wurde Karl Hengst zum Professor der Kirchengeschichte unter besonderer Berücksichtigung der Bistumsgeschichte an die Theologische Fakultät zu Paderborn berufen, den er bis zu seiner Emeritierung 2009 innehatte. In der Zeit von 1984 bis 2008 leitete er gleichzeitig als Direktor die Erzbischöflich Akademische Bibliothek Paderborn (eab) und sicherte das Fortbestehen der wissenschaftlichen Einrichtung.
Hengst war Autor und Herausgeber zahlreicher Werke zur Missions- und Frühgeschichte Westfalens, zur Klostergeschichte Westfalens und Waldecks, zur Geschichte des 16. und 17. Jahrhunderts unter besonderer Berücksichtigung der Universitätsgeschichte, zur Geschichte jüdischen Lebens in Westfalen sowie zur Paderborner Bistumsgeschichte. Er forschte seit 1973 regelmäßig in einschlägigen westfälischen Archiven und am Vatikanischen Geheimarchiv in Rom. Hengst wurde 1983 zum ordentlichen Mitglied der Historischen Kommission für Westfalen gewählt, von 1990 bis 2009 gehörte er dem Vorstand an. Er war zudem berufenes ordentliches Mitglied der Deutschen Gesellschaft für die Erforschung des achtzehnten Jahrhunderts, der Gesellschaft zur Herausgabe des Corpus Catholicorum im Rahmen der reformationsgeschichtlichen Studien der Görres-Gesellschaft. Er war Mitglied des historischen Beirates des Bistums Essen und Mitglied des Beirates zur Erforschung der Geschichte der Militärseelsorge.
1990 wurde er von Großmeister Giuseppe Kardinal Caprio zum Ritter des Ritterordens vom Heiligen Grab zu Jerusalem ernannt und am 19. Mai 1990 in Bonn durch Franz Kardinal Hengsbach, Großprior der deutschen Statthalterei, investiert. Hengst wurde 2003 zudem zum Päpstlichen Ehrenkaplan (Monsignore) ernannt.

## Schriften

### Als Verfasser
- Kirchliche Reformen im Fürstbistum Paderborn unter Dietrich von Fürstenberg. Ein Beitrag zur Geschichte der Gegenreformation und Katholischen Reform in Westfalen. Schöningh, München 1974, ISBN 3-506-76252-4.
- Jesuiten an Universitäten und Jesuitenuniversitäten. Zur Geschichte der Universitäten in der Oberdeutschen und Rheinischen Provinz der Gesellschaft Jesu im Zeitalter der konfessionellen Auseinandersetzung. Schöningh, Paderborn 1981, ISBN 3-506-73252-8.
- mit Hans Jürgen Brandt: Das Erzbistum Paderborn. Geschichte, Personen, Dokumente. Bonifatius, Paderborn 1989, ISBN 3-87088-595-5.
- Die Kirche von Paderborn. Ed. du Signe, Strasbourg 1995, ISBN 2-87718-196-0.
- mit Hans Jürgen Brandt: Geschichte des Erzbistums Paderborn. Bonifatius, Paderborn, 1997–2014.
  - Bd. 1: Das Bistum Paderborn im Mittelalter. 2002.
  - Bd. 2: Das Bistum Paderborn von der Reformation bis zur Säkularisation 1532–1802/21. 2007.
  - Bd. 3: Das Bistum Paderborn im Industriezeitalter 1821–1930. 1997.
  - Bd. 4: Das Bistum Paderborn 1930–2010. 2014.

### Als Herausgeber
- mit Heinrich Müller: Willebadessen gestern und heute. Beiträge zur Geschichte von Kloster, Stadt und Pfarrgemeinde aus Anlaß der Klostergründung vor 850 Jahren. Bonifatius, Paderborn 1999, ISBN 3-89710-104-1.
- Westfälisches Klosterbuch. Lexikon der vor 1815 errichteten Stifte und Klöster von ihrer Gründung bis zur Aufhebung. Verlag Aschendorff, Münster: Band 1, 1992; Band 2, 1994; Band 3, 2003.